# Jiří Kroha
Jiří Kroha (Praga, 5 de junio de 1893 - Praga, 7 de junio de 1974) fue un arquitecto, urbanista, profesor, pintor, escultor y escenógrafo checo. Evolucionó del cubismo al expresionismo, el racionalismo y, finalmente, el realismo socialista. 

## Trayectoria

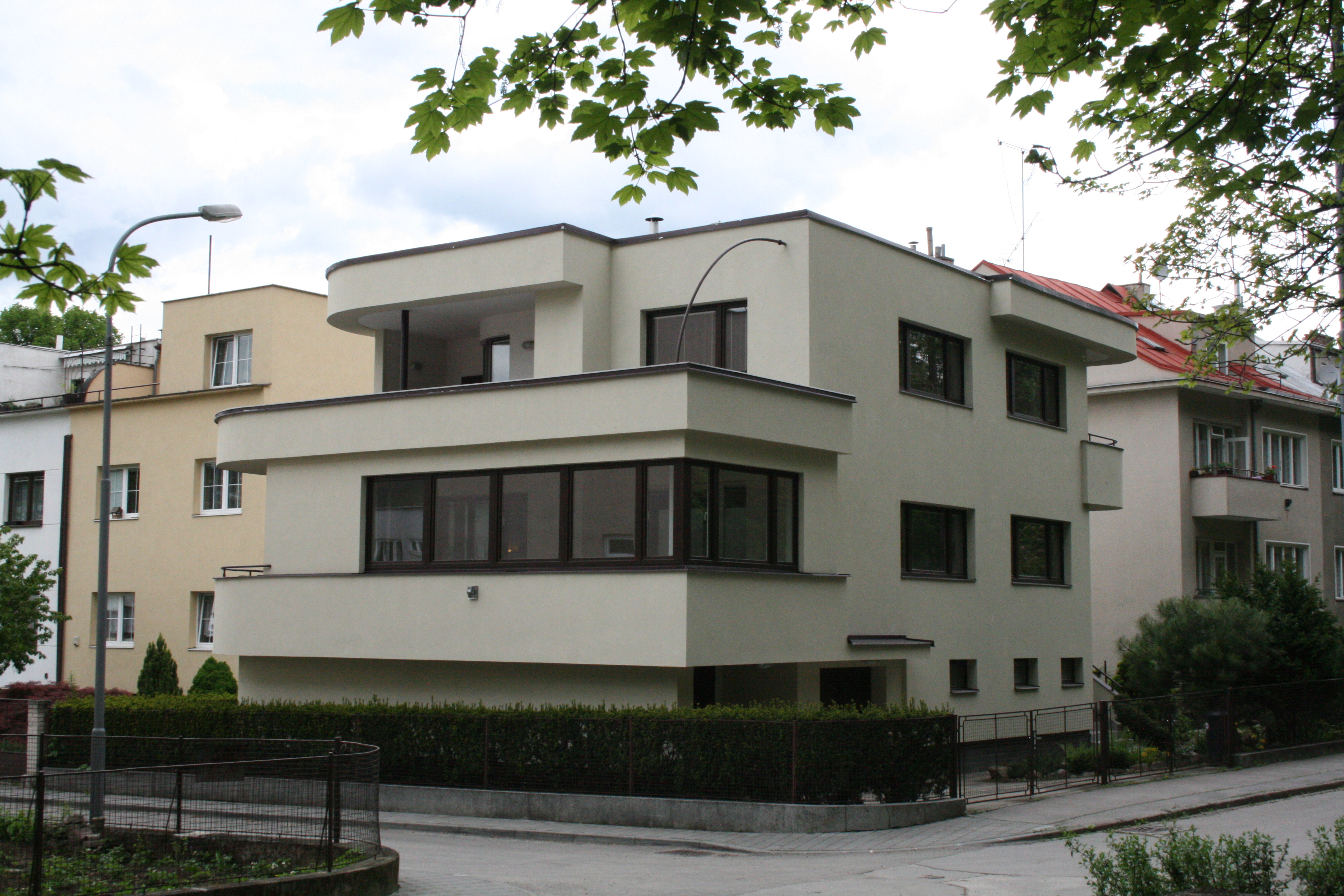
Casa n.º 9 de la Werkbundsiedlung Nový Dům de Brno (1928)

Estudió en la Universidad Técnica de Praga (1911-1918). Sus primeras obras reflejan un estilo cubista deudor de Pavel Janák, como se denota en su cabaret Montmartre en Praga (1918, destruido) o sus proyectos no realizados de una iglesia católica en Vinohrady, Praga (1919) o el teatro Hanácké en Olomouc (1922).
Hacia 1922 evolucionó hacia un expresionismo de influencia neoplasticista, como en la Escuela industrial de Mladá Boleslav (1923-1927), una síntesis original de maquinismo y expresionismo que él denominaba montaz ducha («ensamblaje del espíritu»). Desarrolló este estilo en la Caja del seguro de enfermedad de Mladá Boleslav (1924-1926) y en varios edificios más de la misma ciudad y de Kosmonosy, Benátky nad Jizerou, Kralupy nad Vltavou y Kutná Hora.
En 1925 fue nombrado profesor en la Universidad Técnica de Brno. Entre 1927 y 1931 fue redactor jefe de la revista Horizont.
Hacia 1928, quizá por las críticas de algunos funcionalistas checos como Karel Teige y Jaromír Krejcar, que reprochaban su excesivo expresionismo, hasta el punto de que lo calificaron como el «Mendelsohn bohemio», evolucionó hacia el racionalismo o «Estilo internacional», la principal corriente arquitectónica europea del momento. Ese año participó en la Exposición de Cultura Contemporánea de Brno, en la que edificó el Pabellón de Bellas Artes. También en 1928 concurrió a la exposición Werkbundsiedlung celebrada en Brno conocida como Nový Dům («Nueva casa»), en la que nueve miembros del Werkbund checoslovaco construyeron dieciséis casas unifamiliares en el distrito de Brno-Žabovřesky; Kroha edificó la casa n.º 9. Entre 1929 y 1931 construyó su propia casa en Brno, la villa Kroha, así como la villa Patočkova en la misma ciudad (1935-1936).
De filiación comunista, en 1930 se adhirió al Frente de izquierda de Brno y realizó un viaje a Moscú. En 1934 fue acusado de propaganda comunista y suspendido de su labor docente. En 1939 fue detenido por los nazis y confinado en los campos de concentración de Dachau y Buchenwald. Desde 1948 fue uno de los principales ideólogos de la arquitectura checa y se adhirió a los principios del realismo socialista preconizado por el estalinismo. Su principal realización en esta época fue el centro urbano de Nová Dubnica (1951-1954).
En 1948 fue nombrado Artista Nacional (Národní umělec) y posteriormente recibió varias distinciones: Orden del Trabajo (1957), Orden de la República de Checoslovaquia (1963) y Orden del Febrero Victorioso (1973).